# Гайдельберзька академія наук
Гайдельберзька академія наук, Академія наук землі Баден-Вюртемберг, Академія наук в Гайдельберзі (нім. Heidelberger Akademie der Wissenschaften, HAW) — громадська некомерційна організація, науково-дослідний центр при Гейдельберзькому університеті, член Союзу Академій наук Німеччини.

## Історія
Ця Академія наук в м. Гайдельберзі була заснована на кошти та з ініціативи великого німецького промисловця Генріха Ланца (1838-1905 рр.), однак її урочисте відкриття відбулося в 1909 році, тобто вже після його смерті. Ідея Г. Ланца полягала в тому, щоб відродити перервану традицію: ще в 1763 році в його рідному місті Мангеймі курфюрстом Карлом IV Теодором була заснована Пфальцька академія наук, і закрита в 1803 році за розпорядженням окупаційних військ (див. «Наполеонівські війни»). Таким чином, Гайдельберзька академія повинна була стати наступницею академії наук курфюрства Пфальц (див. «Курпфальц»). З 1920 року академія розміщується в великогерцогському палаці біля Гайдельберзького замку. У 1958 році перейменована в Академію наук федеральної землі Баден-Вюртемберг.

## Структура
В організаційному відношенні Гайдельберзька академія наук має традиційну для німецьких вчених зборів структуру, в основі якої лежить розподіл на Класи. На чолі класу стоїть академік-секретар, який має одного заступника та декількох помічників за окремими напрямами досліджень. З дня заснування й донині є два кляси:
- Філософсько-історичний клас — очолює професор Бернд Шнайдмюлер.
- Математико-природничий клас — очолює професор Томас В. Хольштайн.

На чолі академії стоїть президент, на даний час цю посаду займає фахівець в галузі інженерії професор Пауль Кірхоф. Поточними питаннями управління академією, а також адміністративно-господарськими питаннями відає керуючий справами.